# Criminal (canción de Fiona Apple)
«Criminal» es una canción de rock alternativo interpretada por la cantante estadounidense Fiona Apple, lanzada como el tercer sencillo de su álbum debut Tidal en septiembre de 1997, siendo su mayor éxito alcanzando el puesto 21 en el Hot 100, así como el 4 en el Modern Rock Tracks de los Estados Unidos. Apple describió la canción como una sensación de "sentirse mal por conseguir algo tan fácilmente mediante el uso de su sexualidad".En 2014, la actriz estadounidense Sarah Paulson realizó una versión de la canción para la serie American Horror Story: Freak Show.

## Video musical
El video fue dirigido por Mark Romanek y filmado por Harris Savides. Muestra a Fiona malhumorada y con escasa vestimenta, explorando temas vinculados con el voyeurismo y la adolescencia. The New Yorker consideró que el video promovía la imagen de la «heroin chic», impulsada por los polémicos comerciales de Calvin Klein de mediados de la década del '90.

## Recepción
La canción ganó el Premio Grammy a la Mejor Interpretación Vocal Rock Femenina en la edición de los Grammy en 1998 donde también recibió una nominación a la Mejor Canción de Rock. En 2005, fue incluida en el número 71 en la lista de "Las 500 mejores canciones desde que naciste" de la revista Blender. Alcanzó el puesto # 55 de "Las 100 mejores canciones de VH1 de los años 90.
En 1998, el video ganó un premio en la ceremonia de premiación de los MTV Video Music Awards a la Mejor Fotografía.

## Lista de canciones
CD Promo
1. «Criminal» (Radio edit) – 4:46
2. «Criminal» (Versión del álbum) – 5:41

Sencillo en CD
1. «Criminal» – 5:41
2. «Sleep to Dream» (live) – 4:36

## Posicionamiento en listas y certificaciones
| América        |                    |    |
| Estados Unidos | Billboard Hot 100  | 21 |
| Estados Unidos | Adult Top 40       | 17 |
| Estados Unidos | Modern Rock Tracks | 4  |
| Estados Unidos | Top 40 Mainstream  | 18 |
| Oceanía        |                    |    |
| Australia      | ARIA Charts        | 51 |

### Certificaciones
| País           | Organismo certificador | Certificación | Ventas | Ref.  |
| -------------- | ---------------------- | ------------- | ------ | ----- |
| Estados Unidos | RIAA                   | Platino       | 1 000  | [ 9 ] |